# طريقة الجائز المرافق

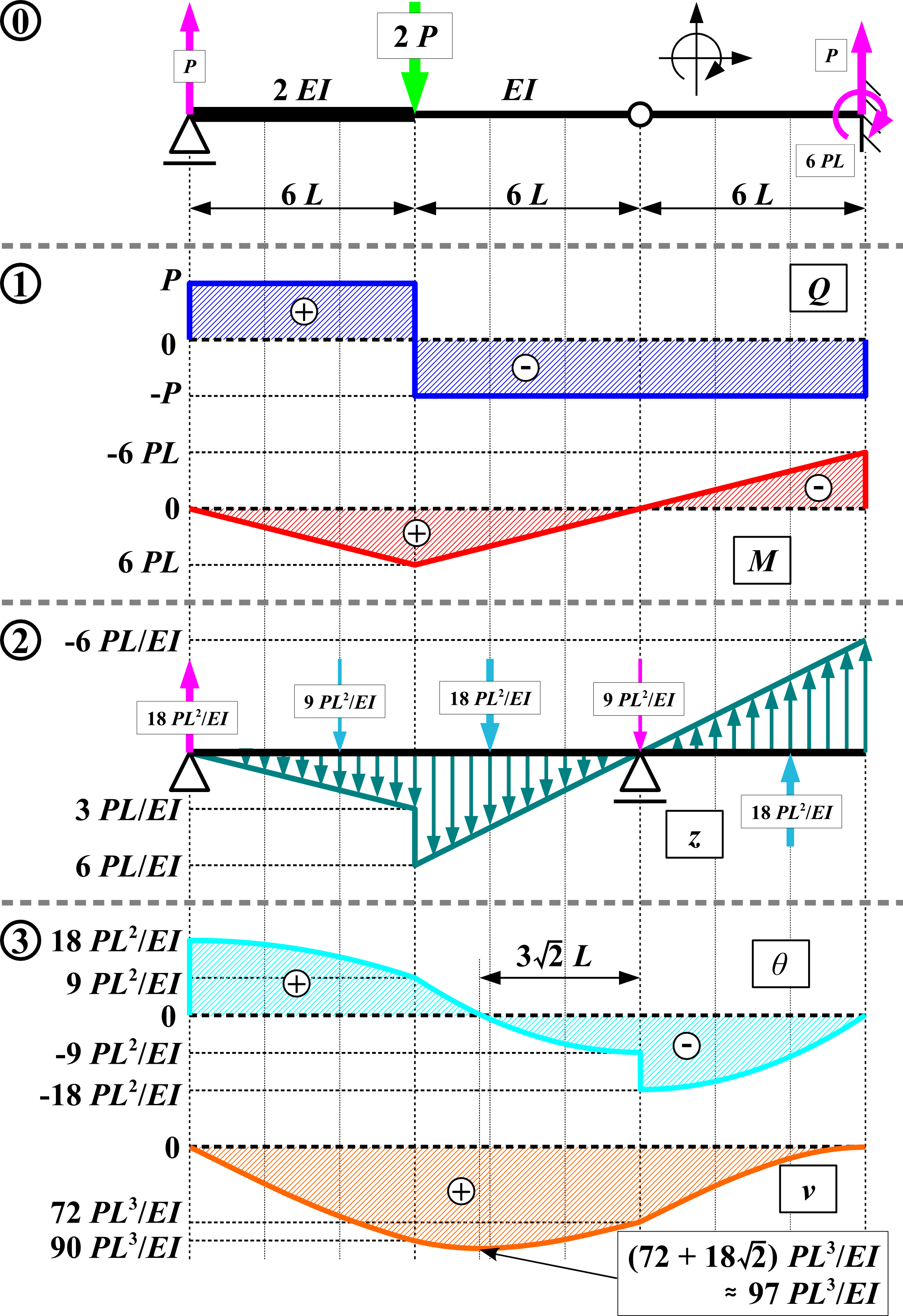

يعرف الجائز المرافق بأنه الجائز المتخيل ذو أبعاد (طول) الجائز الأصلي نفسها ولكن الحمل في أي نقطة من الجائز المرافق يساوي عزم الانحناء عند تلك النقطة مقسومًا على معامل المرونة المادي الأول (ويسمى أيضًا معامل يونغ أو نسبة الإجهاد إلى الانفعال). طريقة الجائز المرافق طريقة هندسية لاشتقاق ميل الجائز وإزاحاته. طور هذه الطريقة إتش. مولر-بريسلو في عام 1865. وهي تتطلب في جوهرها نفس كمية الحسابات التي تتطلبها فرضيات مساحة العزوم لتحديد ميل جائز أو تشوهه؛ ولكن هذه الطريقة تعتمد فقط على مبادئ علم السكون، لذا فإن تطبيقها أكثر ألفةً.
أساس هذه الطريقة يأتي من تشابه المعادلتين 1 و2 مع المعادلتين 3 و4. لإظهار هذا التشابه، تجدون العلاقات أدناه
| {\displaystyle Eq.1\;{\frac {dV}{dx}}=w}                     | {\displaystyle Eq.3\;{\frac {d^{2}M}{dx^{2}}}=w}               |
| {\displaystyle Eq.2\;{\frac {d\theta }{dx}}={\frac {M}{EI}}} | {\displaystyle Eq.4\;{\frac {d^{2}v}{dx^{2}}}={\frac {M}{EI}}} |

عند مكاملة هذه العلاقات تصبح على الشكل:
| {\displaystyle V=\int w\,dx}                                | {\displaystyle M=\int \left[\int w\,dx\right]dx}                          |
| {\displaystyle \theta =\int \left({\frac {M}{EI}}\right)dx} | {\displaystyle v=\int \left[\int \left({\frac {M}{EI}}\right)dx\right]dx} |

يقارن القص V هنا بالميل θ، والعزم M بالإزاحة v، والحمل الخارجي w بمخطط M/EI. مخطط M/EI هو مخطط عزوم مقسوم على معامل يونغ وعزم العطالة.
للاستفادة من هذه المقارنة نأخذ جائزًا له نفس طول الجائز الحقيقي، ولكن يشار إليه هنا باسم «الجائز المرافق». الجائز المرافق «محمل» بمخطط M/EI المشتق من الحمل على الجائز الحقيقي. من المقارنات السابقة، يمكننا من المقارنات السابقة وضع فرضيتين تتعلقان بالجائز المرافق:
- الفرضية 1: الميل عند نقطة في الجائز الحقيقي يكافئ عدديًّا القص عند النقطة الموافقة في الجائز المرافق.
- الفرضية 2: إزاحة نقطة في الجائز الحقيقي تكافئ عدديًّا العزم في النقطة الموافقة في الجائز المرافق.[2]

## مساند الجائز المرافق
عند رسم الجائز المرافق من الضروري أن يعوض العزم وقوة القص الناشئان عند مساند الجائز المرافق عن الميل الموافق وإزاحة الجائز الحقيقي عند مسانده، وهي نتيجة للفرضيتين 1 و2. على سبيل المثال، كما هو مبين أدناه، يوفر مسند ثابت أو تدحرجي عند نهاية الجائز الحقيقي إزاحة مقدارها صفر، ولكن بميلٍ غير صفري. وبالتالي، من الفرضيتين الأولى والثانية، على الجائز المرافق أن يكون مستندًا على مسند ثابت أو دحروجي؛ لأن هذا الإسناد له عزم معدوم ولكنه يمتلك قوة قص أو قوة رد فعل عند الطرف. عندما يكون إسناد الجائز الحقيقي ثابتًا، يكون كل من الميل والإزاحة معدومين. يكون للجائز المرفق هنا طرف حر، بما أن كلًّا من قوى القص والعزوم معدومة على هذا الطرف. يلاحظ أنه، كقاعدة، بإهمال القوى المحورية، يكون للجوائز الحقيقية المحددة سكونيًّا جوائز مرافقة محددة سكونيًّا؛ وللجوائز الحقيقية غير المحددة سكونيًّا جوائز مرافقة غير مستقرة. رغم حدوث ذلك، يوفر التحميل على مخطط M/EI «التوازن» الضروري لإبقاء الجائز المرافق في حالة استقرار.

## طريقة إجراء التحليل
توفر الإجراءات التالية طريقةً يمكن استخدامها لتحديد الإزاحة والانحراف عند نقطة على المنحني المرن لجائز باستخدام طريقة الجائز المرافق.

### الجائز المرافق
- رسم الجائز المرافق للجائز الحقيقي. لهذا الجائز نفس طول الجائز الحقيقي وله مساند موافقة كما هو موضح أعلاه.
- بشكل عام، إذا كان المسند الحقيقي يسمح بميلٍ (أي تدلٍّ)، يجب أن ينشأ قص في المسند المرافق؛ وإذا كان المسند الحقيقي يسمح بإزاحة، فيجب أن ينشأ عزم في المسند المرافق.
- يحمل الجائز المرافق بمخطط M/EI الحقيقي للجائز. يفترض أن هذا التحميل موزع على الجائز المرافق وموجه إلى الأعلى عندما تكون قيمة M/EI موجبةً وموجه نحو الأسفل عندما تكون قيمة M/EI سالبةً. بعبارة أخرى، يطبق الحمل دائمًا بحيث يبتعد عن الجائز.[2]

### التوازن
- باستخدام معادلات علم السكون، تُحدد ردود الأفعال عند مساند الجوائز المرافقة.
- تؤخذ مقاطع عرضية على الجائز المرافق عند النقاط التي يجب فيها تحديد الميل θ والإزاحة Δ للجائز الحقيقي. عند المقاطع يجب إظهار القص V’ والعزم M’ المجهولين على أنهما مساويان لكل من θ وΔ على التتالي في الجائز الحقيقي. على وجه التحديد، إذا كانت هذه القيم موجبةً والميل بعكس عقارب الساعة والإزاحة باتجاه الأعلى.[2]